# Věra Geislerová
Věra Geislerová rozená Urbanová (* 27. listopadu 1946 Dobruška) je česká malířka a intermediálni umělkyně.

## Život
Narodila se jako Věra Urbanová 27. listopadu 1946 v Dobrušce, kde také prožila dětství. V Praze na Žižkově vystudovala Střední uměleckoprůmyslovou školu a pak byla přijata na Vysokou školu uměleckoprůmyslovou, kde studovala v letech 1968 až 1974 u Zdeňka Menšíka, Zdeňka Sklenáře a Stanislava Libenského v oboru monumentální malba. V roce 1968 se provdala za japanologa Petra Geislera (†2009). V tomto svazku se jim postupně narodily tři dcery, Anna, Ester a Lela. V roce 1986 dostala první počítač zn. Amiga, na kterém začala vytvářet své první práce a položila základy počítačové animace a grafiky v Čechách. Po sametové revoluci v roce 1989 pracovala v televizích Nova a Prima. Přednášela o multimédiích na FAMU. Mezi její žáky patří i multimediální umělkyně Niké Papadopulosová (*1972). Již v důchodu začala učit na Střední škole managementu a služeb v Praze. Žije v Praze a na chalupě v Orlických horách.
Byla členkou Českého fondu výtvarných umění.

### Výstavy
- 1988 Praha, Salon pražských výtvarných umělců
- 1989 Praha, Den videa
- 1994 Praha, Český obraz elektronický
- 2017 Trutnov, Rodinný komplex
- 2018 Praha, Den videa
- 2021 Nové Město nad Metují, Přítomnost
- 2023 Rychnov nad Kněžnou, Dimenze